# دیوید بیتسون
دیوید بیتسون (انگلیسی: David Bateson؛ زادهٔ ۹ فوریهٔ ۱۹۶۰) یک هنرپیشه، و صدا پیشه اهل آفریقای جنوبی است. وی صداپیشگی شخصیت مامور 47 در سری بازی‌های کامپیوتری هیتمن را بر عهده داشت.